# كأس العالم لكرة السلة للسيدات 1990
كأس العالم لكرة السلة للنساء 1990 هو موسم من كأس العالم لكرة السلة للنساء. أقيم خلال الفترة 12 يوليو 1990 وحتى 22 يوليو 1990، وشارك فيه 16 فريقًا، وفاز فيه منتخب الولايات المتحدة الوطني لكرة السلة للنساء.